# NGC 6825
NGC 6825 في الفهرس العام الجديد، هي مجرة، تقع في كوكبة التنين. اكتشفت في 18 سبتمبر 1884 بواسطة إدوارد د. سويفت.

## روابط خارجية
- NGC 6825 على موقع ويكي سكاي: DSS2, SDSS, GALEX, IRAS, Hydrogen α, X-Ray, Astrophoto, Sky Map, Articles and images